# Verkehrsbetriebe Baden-Baden
Die Verkehrsbetriebe Baden-Baden sind ein Betriebszweig der Stadtwerke Baden-Baden und betreiben den öffentlichen Nahverkehr in und um Baden-Baden. Die Verkehrsbetriebe sind in den Karlsruher Verkehrsverbund (KVV) integriert. Bis 2018 wurde der Name Baden-Baden Linie genutzt.

## Betrieb
Die Linien der Verkehrsbetriebe verkehren werktags von ca. 5:30 bis 20:00 Uhr. Nach 20 Uhr verkehren auf den meisten Linien entweder Anruf-Linien-Taxis oder ein On-Demand-Verkehr als „KVV.MyShuttle“ Ausnahme ist die Linie 201, die von 4:45 bis 1:45 Uhr verkehrt.
Jährlich werden ca. 9 Millionen Fahrgäste befördert. Die Linien wurden an die topographische Verhältnissen der Stadt angepasst, sodass 95 % der Fahrgäste ohne Umsteigen an ihr Ziel gelangen.
Die wichtigsten Haltestellen sind der Augustaplatz, Leopoldsplatz (beide in der Stadtmitte) und der Bahnhof, der 5 km außerhalb der Stadtmitte liegt.

## Fahrzeuge
Die Verkehrsbetriebe besitzen zurzeit 45 eigene Busse (Stand Dezember 2022), darunter einen E-Midibus aus dem des italienischen Herstellers Rampini. Zusätzlich kommen Busse der Subunternehmer Reiss-Reisen und Faller-Reisen sowie Kooperationspartner zum Einsatz.
| Hersteller | Bustyp            | Baujahr(e)       | Anzahl |
| ---------- | ----------------- | ---------------- | ------ |
| EvoBus     | Citaro G Facelift | 2008, 2009, 2011 | 6      |
| EvoBus     | Citaro Facelift   | 2010             | 1      |
| EvoBus     | Citaro C2         | 2012 – 2017      | 2      |
| EvoBus     | Citaro C2 Ü       | 2013             | 2      |
| Volvo      | 7900 Hybrid       | 2014             | 2      |
| EvoBus     | Citaro C2         | ab 2015          | 10     |
| EvoBus     | Citaro C2G        | 2018             | 2      |
| MAN        | Lions City        | 2019             | 3      |
| Mercedes   | Sprinter City     | 2018             | 1      |
| Rampini    | E80               | 2020             | 1      |
| MAN        | New Lion’s City   | 2020             | 4      |
| MAN        | New Lion´s City G | 2020–2022        | 11     |

## Linienverkehre

### Tagesverkehr
Im Tagesverkehr verkehren die Busse auf 13 Linien. Auf manchen Linien aber nur am Wochenende bzw. nur an Schultagen.
Auf manchen Linien verkehren als Subunternehmer Reiss Reisen aus Baden-Baden sowie Faller-Reisen aus Bühl.

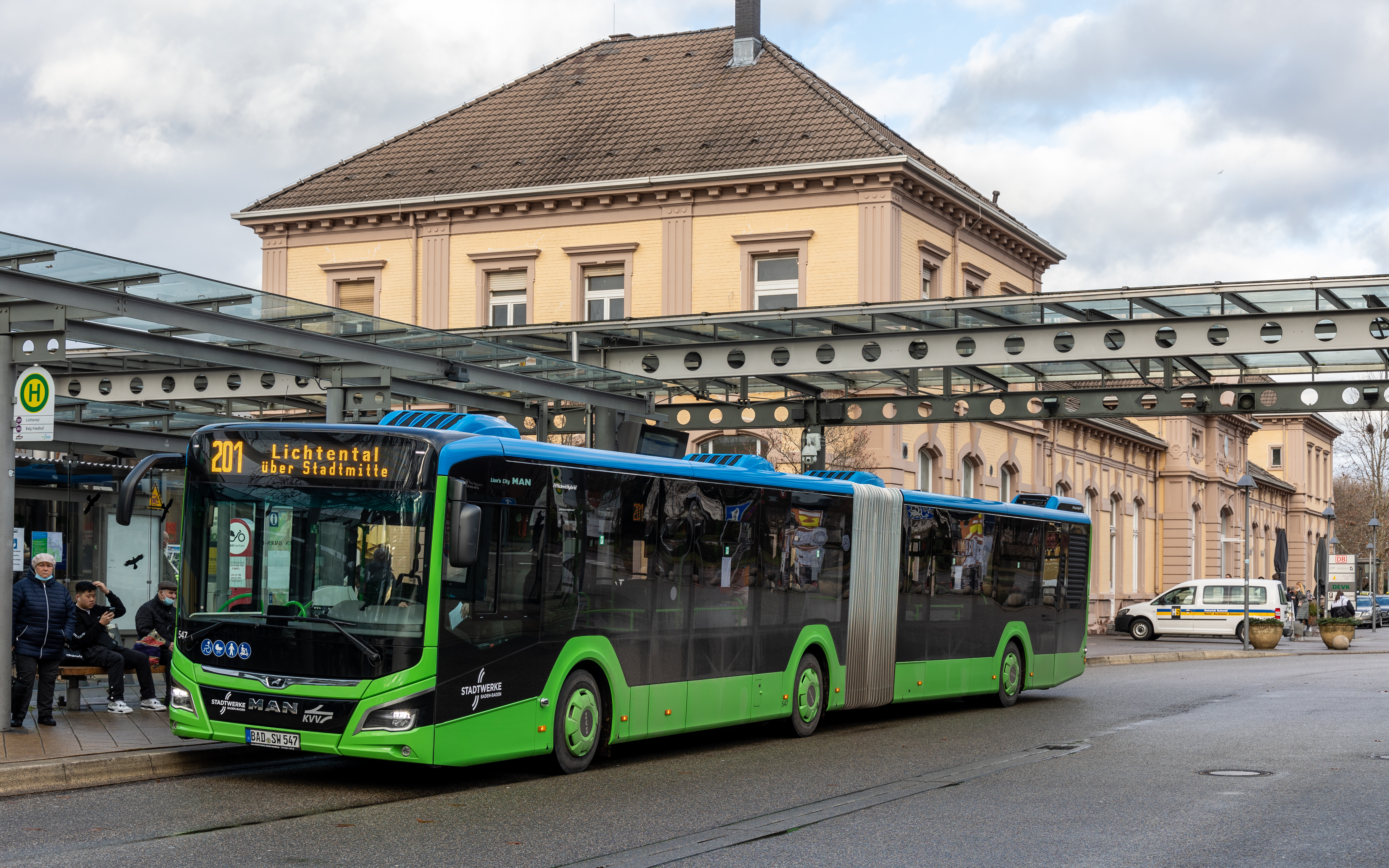
Gelenkbus der Stadtwerke am Bahnhof Baden-Baden

Am Abend verkehrt auf den meisten Linien abschnittsweise ein „Anruf-Linien-Taxi“ (ALT) oder das „KVV.Myshuttle“, meist mit Anschluss von und zur 201 (mehr dazu im Abschnitt Abendverkehr).
Die meisten Linien fahren im 30- oder 60-Minuten-Takt, die Linie 201 verkehrt standardmäßig im 12-Minuten-Takt, die Linie 205 im 20-Minuten-Takt. Auf den meisten Streckenabschnitten überlagern sich aber mehrere Linien.
Im Juni 2011 kam es aufgrund von Sparmaßnahmen auf beinahe allen Linien zu Kürzungen. Bei den Linien 204, 205, 206 und 216 wurden am Wochenende einige Frühkurse gestrichen. Auf der Linie 216 wurden auch unter der Woche einige Fahrten gestrichen. Für die Linie 215 und 217 waren diese Sparmaßnahmen das Aus; sie wurden ersatzlos gestrichen. Auf der Linie 208 wurden die Hälfte aller Fahrten gestrichen. Gleichzeitig strich auch der Landkreis Rastatt auf den kreisüberschreitenden Linien, so z. B. am Samstagnachmittag auf der Linie 213 und auf der Linie 244 zwischen Loffenau und Bad Herrenalb.
Im März 2012 kam es zu weiteren Kürzungen. Auf den Linien 212 und 218 wurden werktags einzelne Fahrten gekürzt, auf der Linie 214 wird nur noch im Stadtgebiet an Sonntagen im Stundentakt gefahren. In den Landkreis Rastatt gibt es nur noch einen 3-Stunden-Takt.
Am 16. April 2015 wurde der Fahrplan der Linie 205 auf dem Streckenabschnitt deutlich erweitert.
Während der Corona-Pandemie kam es zu Angebotskürzungen auf den Linien 201, 205, 218 und 213, die bisher noch nicht zurückgenommen wurden. So wurde der tägliche 10-Minuten-Takt auf der Linie 201 montags bis freitags auf einen 12-Minuten-Takt und am Wochenende sogar auf einen 15-Minuten-Takt umgestellt. Die Linie 205 wurde von einem 15-Minuten-Takt auf einen 20-Minuten-Takt umgestellt. Die Linien 218 und 213 fahren an Sonn- und Feiertagen nicht mehr in die Stadtmitte.
Im März 2022 wurde aufgrund der Einführung der Linie X44 der Fahrplan der Linie 214 gründlich überarbeitet.
Im Dezember 2022 wurde der abendliche Busverkehr der Linie 205 über die Citè eingestellt und durch Fahrten der Linie 201 ersetzt.
Im Dezember 2023 wurden die Linien 243 in 213, 261 in 211 und 285 in 215 umbenannt.
| Linie            | Linienweg | Takt Montag bis Freitag | Takt Samstag (bis ca. 13 Uhr) | Takt Samstag (ab ca. 13 Uhr) und Sonn- und Feiertag | Fahrzeit in min ca. |
| ---------------- | --- | ----------------------- | ----------------------------- | --------------------------------------------------- | ------------------- |
| 201              | Oberbeuern – Lichtental – Brahmsplatz – Augustaplatz – Leopoldsplatz – Weststadt – Schweigrother Platz – Bahnhof - Der Streckenabschnitt Oberbeuern – Lichtental wird bei ca. jeder zweiten Fahrt bedient. - Montag bis Freitag und Samstagvormittag verknüpft mit Linie 212                                                    | 12′                     | 15′                           | 15′                                                 | 30                  |
| 201E             | Augustaplatz - Leopoldsplatz - Bahnhof (Schnellbus) - verkehrt zwischen nur zwischen 9 und 17 Uhr | 60'                     | 60'                           | 60'                                                 | 12'                 |
| 203              | Bahnhof - Schweigrother Platz - Balg - montags bis freitags keine Fahrten zwischen 6:30 und 8:00 Uhr - verkehrt an Sonn- und Feiertagen ab Schweigrother Platz weiter als Linie 207 über Obere Breite zum Bahnhof | 20'/40'                 | 20'/40'                       | 40'/80'                                             | 12'                 |
| 204              | Merkurwald – Friedrichshöhe – Leopoldsplatz – Augustaplatz – Brahmsplatz – Geroldsau – Malschbach - Bedienung Merkurwald erst ab ca. 10 Uhr | 60′                     | 60′                           | 60′                                                 | 26'                 |
| 204 (ALT)        | Brahmsplatz - Altenpflegeheim Schafberg - täglich 4 Fahrten als Anruf-Linien-Taxi | 120'                    | 120'                          | 120'                                                | 5'                  |
| 205              | Merkurwald – Friedrichshöhe – Leopoldsplatz – Westadt - Cité – Bahnhof - Zwischen Merkurwald und Leopoldsplatz nur 60-Minuten-Takt. | 20′                     | 30′                           | 30′                                                 | 35'                 |
| 206              | Augustaplatz – Leopoldsplatz – Weststadt – Schweigrother Platz – Balg - verkehrt sonntags erst ab 12 Uhr | 60′                     | 60'                           | 60'                                                 | 20'                 |
| 207              | Fahrweg Montag bis Samstag (Lichtental – Augustaplatz –) Leopoldsplatz – Weststadt – Schweigrother Platz – Obere Breite - Sinzheim - In Sinzheim verknüpft mit der Linie 211 Fahrweg an Sonn- und Feiertagen Schweigrother Platz - Obere Breite - Bahnhof - keine Rückfahrten - zweistündlich weiter als Linie 212 nach Rastatt | 60′                     | 60′                           | 40/80′                                              | 25' 9'              |
| 208              | Augustaplatz – Leopoldsplatz – Marktplatz – Herrengut – Leopoldsplatz – Friesenberg – Leopoldsplatz – Augustaplatz – Birkenbuckel – Augustaplatz. Verkehrt nur Montag – Samstag. Alle Fahrten mit Midibus. | 2h-Takt                 | zwei Fahrten                  |                                                     | 56'                 |
| 211              | Sinzheim – Weitenung – Stadtbahnhalt Rebland – Steinbach – Neuweier - Verknüpft mit Linie 207 | 60'                     | 60'                           |                                                     | 20'                 |
| 212              | Bahnhof – Sandweier – Rastatt Münchfeld – Rastatt Bahnhof - Montags bis Freitag und Samstagvormittag verknüpft mit Linie 201- Samstagsvormittag und an Sonn- und Feiertagen verknüpft mit Linie 203 | 60′                     | 60′                           | 120′                                                | 28'                 |
| 213 (Schnellbus) | Augustaplatz – Leopoldsplatz – Bahnhof – Haueneberstein – Kuppenheim - an Sonn- und Feiertagen nicht zwischen Leopoldsplatz und Bahnhof | 60' (30')               | 60'                           | 120'                                                | 29'                 |
| 214              | Augustaplatz - Wolfsschlucht - Selbach - Ottenau - Gaggenau - Am Morgen und Nachmittag zwei Fahrtenpaare zwischen Tiergarten und Augustaplatz - einzelne Schulfahrten bedienen Ebersteinburg und verkehren bis Schulzentrum Dachgrube                                                                                           | 60′ (30′)               | 60′                           | 60′                                                 | 24'                 |
| 215              | Bahnhof – Kartung – Hügelsheim – Baden-Airpark - am Wochenende verkehren die Fahrten zum Baden-Airpark als Schnellbus- am Wochenende zwischen Bahnhof und Hügelsheim tagsüber als Anruf-Linien-Taxi | 60'                     | 60'                           | 60'                                                 | 26'                 |
| 216              | Neuweier – Steinbach – Varnhalt – Tiergarten – SWR – Augustaplatz – Leopoldsplatz – Weststadt – Schweigrother Platz – Bahnhof – Haueneberstein - montags bis freitags zwischen 8:30 und 10:30, sowie zwischen 14:30 und 15:30 nur im 60-Minuten-Takt                                                                            | 30′ (mit Taktlücken)    | 30′ (bis ca. 15:00)           | 60′                                                 | 54'                 |
| 218 (Schnellbus) | Leopoldsplatz – Bahnhof – Sandweier – Iffezheim - Montag bis Freitag zwischen Bahnhof und Sandweier im 20/40-min-Takt. - Bedienung von Iffezheim am Samstagnachmittag sowie an Sonn- und Feiertagen im 120-Minuten-Takt | 60′ (40′)               | 60′                           | 60′ (120')                                          | 30'                 |

### Abendverkehr
Beinahe alle Linien beenden ihren Betrieb in Baden-Baden gegen 20 Uhr. Danach verkehrt auf den meisten Linien ein Anruf-Linien-Taxi (ALT) oder ein unter „KVV.MyShuttle“ verkehrender On-Demand-Verkehr. Die ALT-Linien enden bzw. beginnen immer an einen Knotenpunkt der Linie 201.
Das KVV-MyShuttle bedient virtuelle Haltestellen in den Stadtteilen Balg, Haueneberstein und Sandweier sowie in der kompletten Gemeinde Sinzheim. In Baden-Baden ist eine Bestellung ab/zu den Haltestelle Bahnhof, Schweigrother Platz und Kino/Citè möglich.
Die Fahrten müssen mindestens 30 Minuten vor der Fahrt bestellt werden. Die einzigen Buslinien, die auch am Abend fahren, sind die Linien 201 und 215.
| Linie         | Linienweg | Grundtakt |
| ------------- | --- | --------- |
| 201           | Oberbeuern – Lichtental – Brahmsplatz – Augustaplatz – Leopoldsplatz – Weststadt – Schweigrother Platz – Citè - Bahnhof Der Streckenabschnitt Oberbeuern – Lichtental wird nur im 1-Stunden-Takt bedient.    | 20′ (30′) |
| 204 ALT       | Brahmsplatz – Geroldsau – Malschbach | 60′       |
| 205 ALT       | Merkurwald – Friedrichshöhe – Leopoldsplatz - Bedienung von Merkurwald nur bis ca. 22 Uhr | 60′       |
| 214 ALT       | Leopoldsplatz – Wolfsschlucht – Ebersteinburg – Selbach – Ottenau – Gaggenau | 60′       |
| 215           | Bahnhof - Hügelsheim - Baden-Airpark - 2 Fahrtenpaare als Schnellbus (samstags nur 1 Fahrtenpaar) | kein Takt |
| 215 ALT       | Bahnhof – Kartung – Hügelsheim – Hochfeld | 60'       |
| 216 ALT       | Neuweier – Steinbach – Varnhalt – Tiergarten – SWR – Augustaplatz | 60′       |
| 218 ALT       | Bahnhof – Iffezheim | 120'      |
| KVV-MyShuttle | On-Demand-Verkehr mit virtuellen Haltestellen für Balg, Haueneberstein, Sandweier und Sinzheim (mit allen Ortsteilen). In Baden-Baden Bestellung ab/bis Bahnhof, Schweigrother Platz oder Kino/Citè möglich. |           |

## Weitere Bus-Linien in Baden-Baden
In Baden-Baden verkehren sechs KVV-Linien, die nicht von den Verkehrsbetrieben betrieben werden.
| Linie            | Linienweg | Grundtakt                            | Betreiber |
| ---------------- | --- | ------------------------------------ | --------- |
| 244 (Schnellbus) | (Loffenau – ) Gernsbach – Staufenberg – Wolfsschlucht – Ebersteinburg - Leopoldsplatz – Bahnhof - montags bis freitags 60-Minuten-Takt zwischen 9 und 12 Uhr - montags bis freitags Bedienung von Loffenau nur im 60-Minuten-Takt und nicht zwischen 8 und 12 Uhr - Am Wochenende nicht zwischen Leopoldsplatz und Bahnhof. - Am Wochenende und abends zwischen Loffenau und Gernsbach nur als Ruftaxi | 30′ (60′)                            | Eberhardt |
| X44              | Bad Herrenalb - Loffenau - Gernsbach - Selbach - Wolfsschlucht - Leopoldsplatz - Augustaplatz - Tiergarten - Steinbach - Bühl | 60'                                  | Eberhardt |
| X45 (Schnellbus) | Bahnhof – Leopoldsplatz – Augustaplatz – Brahmsplatz – Geroldsau – Schwarzwaldhochstraße – Mummelsee - Nationalparkzentrum Ruhestein zwischen dem 2. November und 30. April Montag bis Freitag im 120-Minuten-Takt | 60′ (Winterhalbjahr Mo–Fr alle 120') | FMO       |
| 262              | Bahnhof – Sinzheim – Weitenung – Stadtbahnhalt Rebland – Steinbach – Neuweier – Eisental – Bühl (– Ottersweier – Sasbach) Nur an Schultagen. | einzelne Fahrten                     | FMO       |
| 292              | Schulbusverkehr Sinzheim An Schultagen einzelne Schulfahrten von/zum Schweigrother Platz. | einzelne Fahrten                     | NVW       |

## Ehemalige Linien
Aufgrund von Sparmaßnahmen wurden im Juni 2011 die Ausflugslinien 215 und 217 ersatzlos gestrichen. Die Linie 219 wurde zum Fahrplanwechsel 2008 aufgrund der geringen Nutzung eingestellt.
| Linie | Linienweg | Montag–Freitag   | Samstag | So und Feiertag  | Fahrzeit in min |
| ----- | --- | ---------------- | ------- | ---------------- | --------------- |
| 215   | Augustaplatz – Leopoldsplatz – Wolfsschlucht – Ebersteinburg – Altes Schloss – Leopoldsplatz – Augustaplatz Nur an Sonntagen und Feiertagen von Palmsonntag bis Allerheiligen. |                  |         | einzelne Fahrten | 34              |
| 217   | Augustaplatz – Brahmsplatz – Lichtental – Oberbeuern – Rote Lache – Scherrhof Nur mittwochs, sonntags und an Feiertagen von Palmsonntag bis Allerheiligen.                     | einzelne Fahrten |         | einzelne Fahrten | 37              |
| 219   | Augustaplatz – Tiergarten – Fremersberg Nur an Sonntagen und Feiertagen von Palmsonntag bis Allerheiligen.                                                                     |                  |         | einzelne Fahrten | 15              |
| SB    | Bahnhof – Leopoldsplatz – Augustaplatz (Schnellbus) Verkehrte nur morgens, mittags und nachmittags – Sonderlinie während der Tunnelsperrung von August 2011 bis August 2012.   | 15′              |         |                  | 10              |